# Simon Napier
Simon Alexander Napier (* 31. Oktober 1939 in Manchester, England, Vereinigtes Königreich; † 1. Dezember 1990 in Bexhill-on-Sea, England, Vereinigtes Königreich) war ein britischer Herausgeber von Blues-Zeitschriften und Inhaber einer Plattenfirma.
Napier wurde in Manchester geboren. 1962 gründete er die „Blues Appreciation Society“ in Großbritannien, und im folgenden Jahr startete er zusammen mit dem Forscher und Diskographen Mike Leadbitter das Magazin Blues Unlimited. Mit seinem Interesse am Vorkriegs-Blues, das Leadbitters Interessen am Elektro-Blues der Nachkriegszeit ergänzte, übernahm Napier die Verantwortung für die Entwicklung und Erweiterung des Magazins zu einer international anerkannten Zeitschrift.
1970 gründete Simon Napier mit Mike Leadbitter und Bruce Bastin das Plattenlabel Flyright Records. Nach dem Tod von Leadbitter im Jahr 1974 übergab Napier die Leitung von Blues Unlimited an ein Redaktionskomitee. 1982 wurde Blues Unlimited in die Blues Hall of Fame aufgenommen.
Simon Napier starb 1990 im Alter von 51 Jahren an einem Herzinfarkt in Sussex, England.